# Metro Pictures
Metro Pictures Corporation — одна из старейших американских кинокомпаний, существовавшая с 1915 по 1924 год. В качестве эмблемы на её логотипе использовалась птица, наподобие попугая, стоящая на большом кольце.

## История

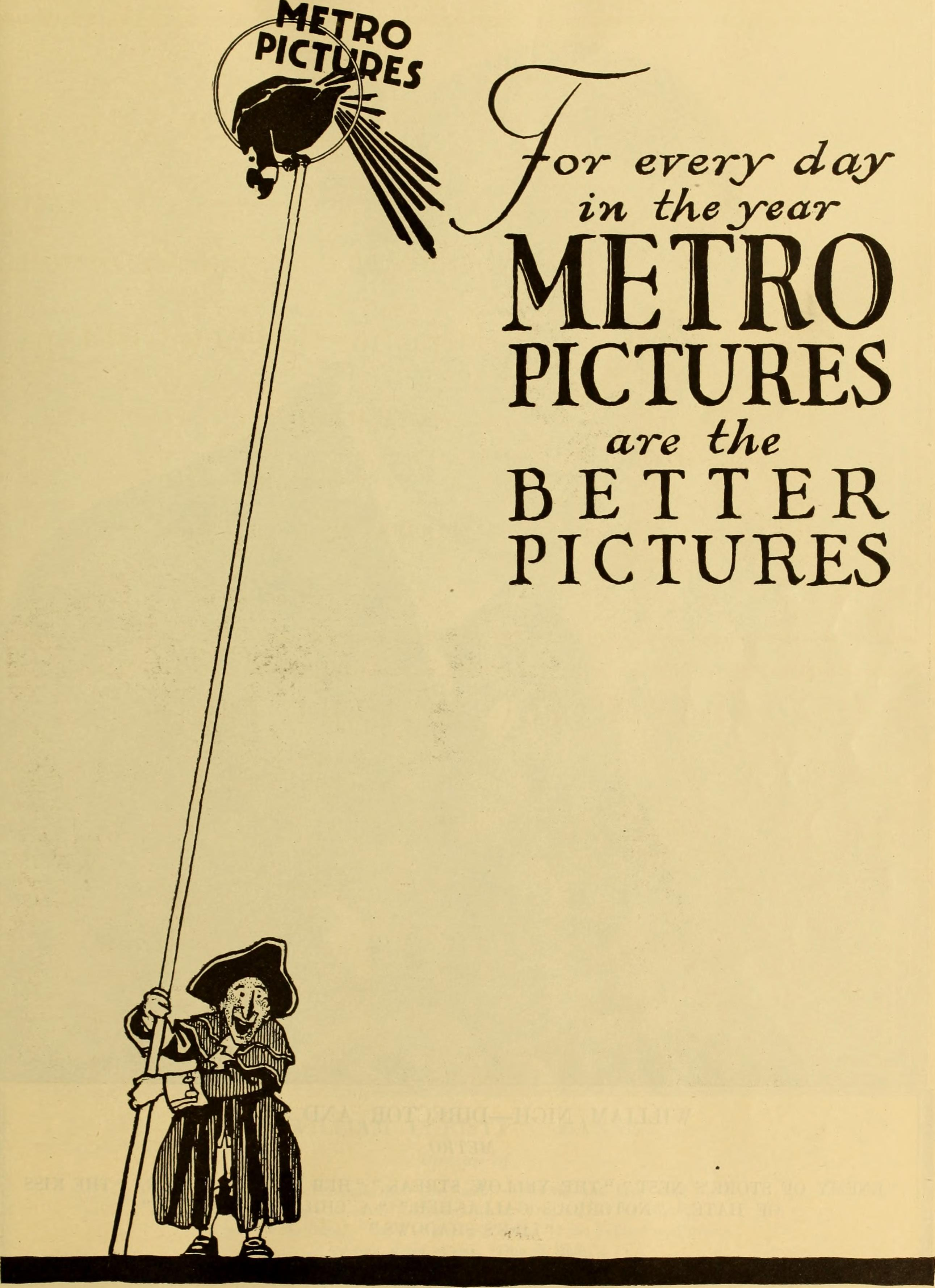
Надпись справа гласит: «Каждый день в году фильмы от Metro Pictures лучше остальных»

«Metro Pictures» основана в Нью-Йорке в конце 1915 года Ричардом Роулендом (англ., 1880—1947) и Луисом Бартом Майером. Начала с дистрибуции фильмов, выпущенных Solax Studios (англ.), но вскоре начала производство собственных фильмов. В 1918 году штаб-квартира компании переехала в Лос-Анджелес. Майер в 1918 году покинул компанию, чтобы основать собственную в Лос-Анджелесе. Роуленд продолжил производство фильмов в Нью-Йорке, Форт-Ли  и Лос-Анджелесе. Всего на киностудии было выпущено около двухсот картин.
В 1920 году компанию приобрёл Маркус Лов в качестве поставщика продукции для своей сети кинотеатров (англ.). В 1924 году произошло слияние «Metro Pictures» с другими кинокомпаниями, купленными Ловом, — «Goldwyn Pictures» (англ.) Сэмюэла Голдвина и «Louis B. Mayer Pictures» (нем.). Так была образована «Metro-Goldwyn-Mayer» — одна из крупнейших киностудий США в XX веке.